# یوری سلیخوف
یوری سلیخوف (انگلیسی: Yuri Selikhov؛ زادهٔ ۱۰ اکتبر ۱۹۴۱) بازیکن بسکتبال اهل شوروی بود.
از باشگاه‌هایی که در آن بازی کرده‌است می‌توان به باشگاه بسکتبال زسکا مسکو اشاره کرد.